# Caín Fara
Caín Jair Fara (ur. 6 marca 1994 w Rosario) – argentyński piłkarz występujący na pozycji prawego lub środkowego obrońcy, od 2023 roku zawodnik ekwadorskiego Emelecu.